# Brachiacantha decempustulata
Brachiacantha decempustulata är en skalbaggsart som först beskrevs av Melsheimer 1847.  Brachiacantha decempustulata ingår i släktet Brachiacantha och familjen nyckelpigor. Inga underarter finns listade i Catalogue of Life.